# Anna Tourgueniev
Pour les articles homonymes, voir Tourgueniev (homonymie).
Anna Alexeïevna Tourguenieva (près de Moscou, le 12 juin 1890 - Dornach, le 16 octobre 1966), plus connue sous son nom d'artiste Assia Tourgueniev, est une artiste d'origine russe qui s'établit à Dornach en 1914 pour participer à la construction du premier Goetheanum construit par Rudolf Steiner et les membres de la Société anthroposophique. Elle pratiqua le dessin, la sculpture, la gravure sur verre, et l'eurythmie. Petite-nièce de l'écrivain russe Ivan Tourgueniev, elle fut la première épouse de l'écrivain symboliste russe Andreï Biély.

## Biographie
Elle est la fille de Sophie Nikolaïevna Bakounine-Tourgueniev et d'Alexis Nikolaïevitch Tourgueniev. Assia avait deux sœurs, l'aînée, Natalia et la cadette Tatiana. Avec Natalia, Assia rencontra Andreï Biély en 1909 à la « Maison du Lied » chez Pierre d'Alheim, un Russe d'origine française dont l'épouse était la cantatrice Olenine-d'Alheim, une parente de leur mère Sophie Nikolaïevna.
Assia étudia la gravure à Bruxelles chez son maître Danse. Assia et Andréï se lièrent d'amitié, et fin 1910 ils fuirent Moscou pour l'Italie, ils visitent la Sicile, et passent trois mois près de Radès en Tunisie. De là ils vont en Égypte, puis en Palestine et à Jérusalem. À court d'argent, ils rentrent ensuite à Moscou. Après quelque temps passés en Volhynie, ils repartent ensemble à Bruxelles. Ayant fait la connaissance de Rudolf Steiner le fondateur de l'anthroposophie, ils l'accompagnent dans ses tournées de conférences à travers l'Allemagne et la Scandinavie, puis à Dornach en 1914, où le Johannes-Bau, rebaptisé ultérieurement Goetheanum, est en construction. Enthousiasmés par Steiner, ils décident de participer au chantier. Par convenance, ils se marièrent civilement à Berne, le 23 mars 1914. En 1916, rappelé par un ordre de mobilisation Andreï Biély quitte Dornach pour regagner la Russie. Assia lui signifia en 1921 que leur séparation était définitive, et qu'elle entendait continuer son travail à Dornach, où elle dirigeait une équipe de sculpteurs et gravait aussi les vitraux du premier Goetheanum d'après les indications et esquisses de Steiner,. Par la suite, elle grava aussi de nombreux vitraux du second Goetheanum. Elle passera le restant de sa vie à Dornach. Elle a laissé de nombreuses œuvres d'art et des mémoires. Elle illustra plusieurs ouvrages de dessins à la plume, notamment le « Conte du Serpent vert » de Goethe, des livres pour enfants de Jacob Streit  et des livres de Biély en particulier son Kotik Letaiev qui lui est dédié. Andreï Biély parle abondamment d'Assia dans plusieurs autres de ses ouvrages : Souvenirs sur Rudolf Steiner, Les Carnets d'un Toqué où elle et sa sœur Natalia sont surnommées respectivement Nelly et Kitty. Sa sœur et son mari Alexandre Mikhaïlovitch Pozzo (1882-1941) vinrent les rejoindre à Dornach où ils sculptèrent certaines colonnes du Goetheanum.